# Atrichopogon balseiroi
Atrichopogon balseiroi är en tvåvingeart som beskrevs av Gustavo R. Spinelli 1982. Atrichopogon balseiroi ingår i släktet Atrichopogon och familjen svidknott. Inga underarter finns listade i Catalogue of Life.